# VFTS 102

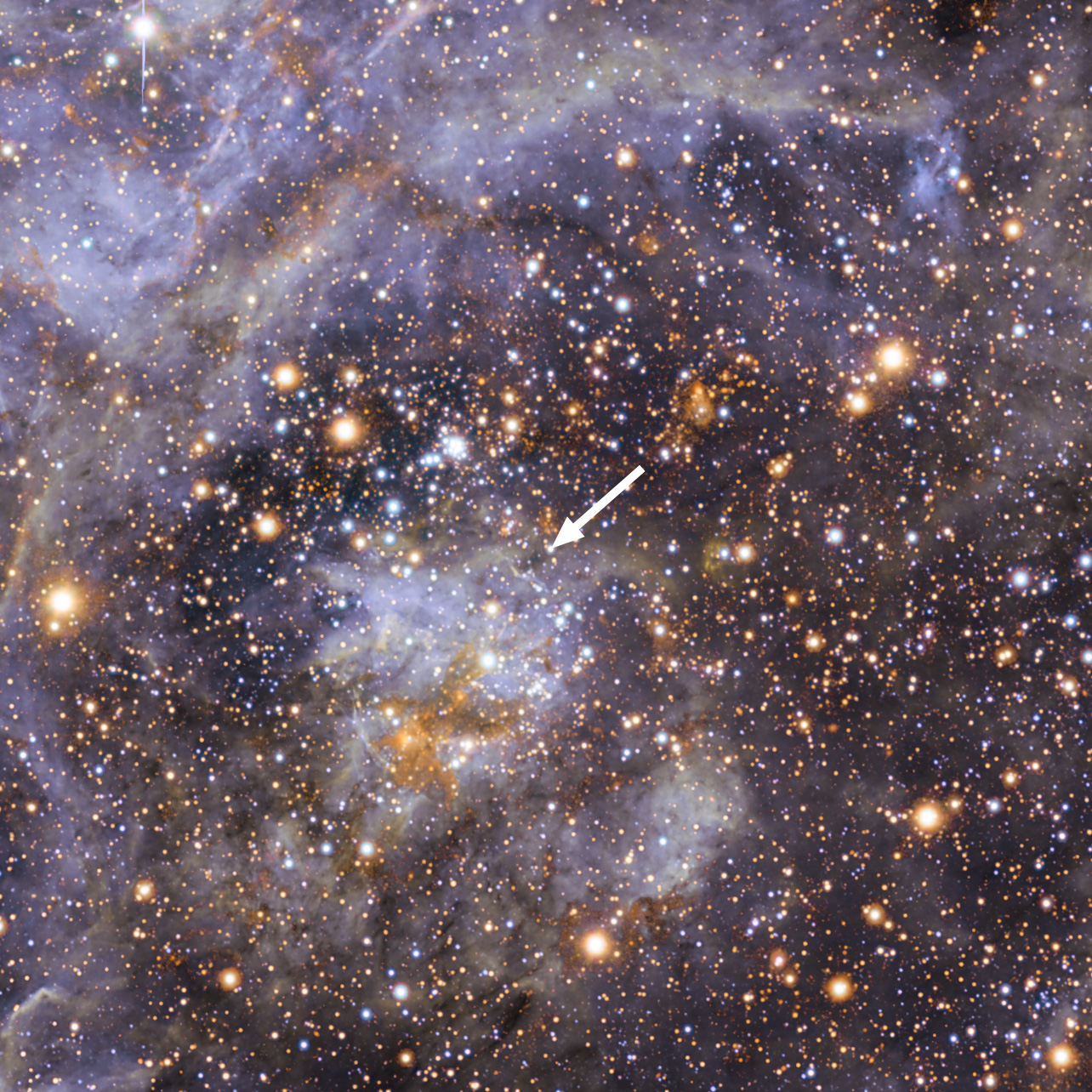
La posizione della stella

VFTS 102 (2MASS J05373924-6909510) è una stella situata nella Grande Nube di Magellano, più precisamente nella Nebulosa Tarantola. La particolarità di questa stella è quella di ruotare su stessa a 600 km/s (ossia a circa 2.000.000 di km/h), rendendola l'oggetto più veloce a ruotare su sé stesso conosciuto, secondo solo alle pulsar, causando un estremo schiacciamento dei poli. Le simulazioni dicono che la stella sia di classe O e che sia circondata da un disco di gas.
È stata scoperta dal Very Large Telescope, in Cile, e analizzata da Matteo Cantiello, un astrofisico italiano emigrato negli Stati Uniti. Si pensa che tale velocità sia stata causata dal trasferimento di materia da parte di una stella ormai scomparsa, ipotesi avvalorata dalla pulsar (PSR J0537-6910) e dal resto di supernova trovati in prossimità di VFTS 102.